# Halve marathon van Egmond 2006
De halve marathon van Egmond 2006 vond plaats op zondag 8 januari 2006. Het was de 34e editie van deze halve marathon. Het evenement had dit jaar in totaal 13.495 inschrijvingen. 
De wedstrijd bij de mannen werd een zege voor Kamiel Maase. Dit was zijn tweede overwinning in Egmond in zijn carrière. Maase was in de straten van Egmond de snelste uit een kopgroep van zes man. In de eindsprint bleef hij Wilson Kigen uit Kenia net voor. Abiyote Guta uit Ethiopië eindigde op de derde plaats en completeerde het podium. Bij de dames wist Susan Chepkemei als eerste over te finish te komen, ten koste van Hilda Kibet, de winnares van 2005.

## Uitslagen

### Mannen
| pos. | atleet           | land      | tijd    |
| ---- | ---------------- | --------- | ------- |
| 1    | Kamiel Maase     | Nederland | 1:03.29 |
| 2    | Wilson Kigen     | Kenia     | 1:03.30 |
| 3    | Abiyotte Guta    | Ethiopië  | 1:03.30 |
| 4    | Solomon Tsige    | Ethiopië  | 1:03.37 |
| 5    | William Kipsang  | Kenia     | 1:03.43 |
| 6    | Jamal Baligha    | Nederland | 1:03.50 |
| 7    | Jason Mbote      | Kenia     | 1:04.37 |
| 8    | Guus Janssen     | Nederland | 1:04.41 |
| 9    | Michel Butter    | Nederland | 1:04.48 |
| 10   | Jussi Utriainen  | Finland   | 1:04.50 |
| 11   | Jeroen van Damme | Nederland | 1:05.37 |
| 12   | Luc Krotwaar     | Nederland | 1:06.20 |
| 13   | Rob Detert       | Nederland | 1:06.30 |
| 14   | Koen Raymaekers  | Nederland | 1:06.55 |
| 15   | Christian de Lie | Nederland | 1:06.55 |
| 16   | Roger Smeets     | Nederland | 1:06.56 |

### Vrouwen
| pos. | atlete           | land      | tijd    |
| ---- | ---------------- | --------- | ------- |
| 1    | Susan Chepkemei  | Kenia     | 1:12.16 |
| 2    | Hilda Kibet      | Kenia     | 1:12.21 |
| 3    | Susanne Ritter   | Duitsland | 1:14.21 |
| 4    | Workenesh Tola   | Ethiopië  | 1:14.28 |
| 5    | Selma Borst      | Nederland | 1:15.32 |
| 6    | Kristijna Loonen | Nederland | 1:16.31 |
| 7    | Jana Klimesova   | Tsjechië  | 1:16.55 |
| 8    | Petra Kamínková  | Tsjechië  | 1:17.52 |
| 9    | Hanneke Schipper | Nederland | 1:19.31 |
| 10   | Barbara Zutt     | Nederland | 1:19.32 |

1973 ·
1974 ·
1975 ·
1976 ·
1977 ·
1978 ·
1979 ·
1980 ·
1981 ·
1982 ·
1983 ·
1984 ·
1985 ·
1986 ·
1987 ·
1988 ·
1989 ·
1990 ·
1991 ·
1992 ·
1993 ·
1994 ·
1995 ·
1996 ·
1997 ·
1998 ·
1999 ·
2000 ·
2001 ·
2002 ·
2003 ·
2004 ·
2005 ·
2006 ·
2007 ·
2008 ·
2009 ·
2010 ·
2011 ·
2012 ·
2013 ·
2014 ·
2015 ·
2016 ·
2017 ·
2018 ·
2019 ·
2020 ·
2021 ·
2022 ·
2023 ·
2024 ·
2025